# Gregory Hoblit
Gregory King Hoblit (* 27. November 1944 in Abilene, Texas) ist ein US-amerikanischer Filmproduzent und Filmregisseur.

## Biografie
Obwohl in Texas geboren, wuchs Hoblit in Nordkalifornien heran, wo sein Vater als Gerichtsdiener tätig war. Durch den Beruf des Vaters beeinflusst, wählte Hoblit später vermehrt Gerichtsthemen für seine Spielfilme aus.
Nach seinem Abschluss an der University of California, Los Angeles begann Hoblit in den späten 1970er Jahren als Produzent beim Fernsehen. Unter anderem war er für die Produktion der Fernsehserien Polizeirevier Hill Street und L.A. Law verantwortlich. Auch führte er bei zahlreichen Episoden Regie.
1996 debütierte Hoblit mit Zwielicht als Spielfilmregisseur, er stand seitdem bei einigen bekannten Thrillern hinter der Kamera.
Hoblit war von 1994 bis 2009 mit der Schauspielerin Debrah Farentino verheiratet. Die gemeinsame Tochter Sophie Hoblit (* 1995) spielte eine kleinere Rolle in Hoblits Film Das perfekte Verbrechen (2007), später war sie beruflich ebenso in der Fernsehbranche tätig. Für den von Farentino produzierten Dokumentarfilm A Look Through His Lens (2024) übernahm er die Regie.

## Filmografie (Auswahl)
- 1981–1985: Polizeirevier Hill Street (Hill Street Blues, Fernsehserie, 14 Folgen)
- 1986–1987: L.A. Law – Staranwälte, Tricks, Prozesse (L.A. Law, Fernsehserie, 3 Folgen)
- 1989: Eine Frau klagt an (Roe vs. Wade, Fernsehfilm)
- 1992: Land in Flammen (Class of ‘61, Fernsehfilm)
- 1993–1994: New York Cops – NYPD Blue (NYPD Blue, Fernsehserie, 9 Folgen)
- 1996: Zwielicht (Primal Fear)
- 1998: Dämon – Trau keiner Seele (Fallen)
- 2000: Frequency
- 2002: Das Tribunal (Hart’s War)
- 2004: NYPD 2069 (Fernsehfilm)
- 2007: Das perfekte Verbrechen (Fracture)
- 2008: Untraceable
- 2024: A Look Through His Lens (Dokumentation)

## Auszeichnungen
- 3 DGA-Award-Nominierungen, davon einmal ausgezeichnet
- 16 Emmy-Nominierungen, davon 10-mal ausgezeichnet